# Clap Your Hands Say Yeah (album)
Clap Your Hands Say Yeah è il debut album della indie rock band Clap Your Hands Say Yeah, auto-pubblicato negli Stati Uniti d'America nel 2005, e ristampato nel Regno Unito il 23 gennaio 2006. Prodotto e mixato da Adam Lasus, l'album e la band sono assurti alla celebrità grazie all'attenzione ricevuta su diversi blog e dall'ottima recensione dell'album da parte dell'influente sito internet Pitchfork.
L'album iniziò ad avere successo quando il bassista Tyler Sargent iniziò a spedire copia dell'album dal suo appartamento a chiunque ne avesse richiesta una. L'album ha complessivamente venduto più di 200,000 copie. Nonostante la band non abbia ancora un contratto ufficiale negli Stati Uniti, ha firmato un contratto con Wichita Recordings per distribuire l'album nel Regno Unito.

## Tracce
1. Clap Your Hands! – 1:48
2. Let the Cool Goddess Rust Away – 3:24
3. Over and Over Again (Lost and Found) – 3:09
4. Sunshine and Clouds (And Everything Proud) – 1:02
5. Details of the War – 3:30
6. The Skin of My Yellow Country Teeth – 5:43
7. Is This Love? – 3:11
8. Heavy Metal – 4:01
9. Blue Turning Gray – 1:17
10. In This Home on Ice – 3:58
11. Gimmie Some Salt – 3:03
12. Upon This Tidal Wave of Young Blood – 4:34

### Tracce Bonus
La ristampa dell'album per il mercato Inglese contiene un link che conduce a diverse tracce registrate dal video. Tutte le tracce sono state registrate al club The Black Cat a Washington, D.C. il 18 ottobre 2005.
1. "Is This Love?"
2. "Details of the War"
3. "Gimmie Some Salt"
4. "In This Home on Ice"